# Igaratinga
Igaratinga este un oraș în Minas Gerais (MG), Brazilia.